# Кутір-Наххунте II
Кутір-Наххунте II (д/н — бл. 1150 до н. е.) — цар Аншану і Суз (Еламу) близько 1155—1150 років до н. е.

## Життєпис
Старший син царя Шутрук-Наххунте I. Замолоду призначається намісником Суз. За наказом батько розпочав перебудову храму Іншушинака. У написі того часу, в якій він Кутір-Наххунте назвав «улюбленим слугою» бога без згадки будь-якого титулу, він повідомляє, що оскільки стіни храму були зруйновані, тому він наказав повністю їх знести і замінити обпаленими цегляними. Ці нові стіни Кутір-Наххунте велів прикрасити самобутніми рельєфами.
Близько 1160—1158 років до н. е. брав участь у великій кампанії проти Вавилонського царства. після захоплення Вавилону стає намісником еламських військ, а номінальним царем було поставлено Енліль-надін-аххе. Але той невдовзі повстав. Боротьба з ним Кутір-Наххунте тривала 3 роки й завершилася перемогою еламітів. Вавилон було пограбовано, звідки вивезено священну статую бога Мардука.
Близько 1155 року до н. е. після смерті батька став царем. Намісником Вавилонії призначив свого брата Шілхак-Іншушинака. Того ж року в Ісіні під орудою Мардук-кабіт-аххешу почалося повстання проти влади Еламу. Боротьба з ним тривала з перемінним успіхом — декілька разів еламіти втрачали й повертали собі Вавилон.
Водночас продовжив відновлення провідних храмів держави — богів Лагамаль в Сузах, Мамхат в Кізаваку, храм в Ліяні. Помер Кутір-Наххунте II близько 1150 року до н. е., можливо внаслідок змови. Йому спадкував брат Шілхак-Іншушинак.

## Родина
Дружина — Наххунте-Уту
Діти:
- Хутелутуш-Іншушинак (д/н—1110 до н.е.), цар Аншану і Суз